# Shlomo Riskin
Pour les articles homonymes, voir Riskin.
Shlomo Riskin, né le 28 mai 1940, est un rabbin orthodoxe, rabbin fondateur de la Synagogue Lincoln Square sur l'Upper West Side de New York, qu'il dirigea pendant une vingtaine d'années,, ; Grand-rabbin fondateur des Colonies israéliennes d'Efrat en Cisjordanie occupée ; ancien doyen de la Manhattan Day School à New York ; fondateur et président de l'Ohr Torah Stone Institutions, un réseau de lycées, universités et de Programmes d'études supérieures aux États-Unis et en Israël.

## Biographie
Shlomo Riskin est né le 28 mai 1940 à Brooklyn. Il fréquente l'Université Yeshiva, où il reçoit une Mention honorifique en 1960 ainsi que la Semikha sous la supervision du rabbin Joseph B. Soloveitchik. En 1963, Riskin obtient son master en Histoire du peuple juif, et acheva un doctorat en philosophie à l'Université de New York en 1982. De 1963 à 1977, il fut maître de conférences du Tanakh et du Talmud à l'Université Yeshiva,.
À l'âge de 23 ans, Riskin devint le rabbin fondateur de la Synagogue Lincoln Square à New York et le fut jusqu'en 1983. Le rabbin Riskin transforma le minian conservateur en l'une des communautés orthodoxes New-yorkaises la plus innovatrice et dynamique. La synagogue devint particulièrement populaire en raison de ses programmes de proximité novateurs qui inspira de nombreux laïcs à se convertir en juifs orthodoxes pratiquants.
Pendant les années 1960 et 1970, il devint un chef du mouvement permettant la libération, l'émigration sans entraves des Juifs persécutés en URSS et se rendit plusieurs fois auprès des communautés juives en URSS. Il fut le président du Student Struggle for Soviet Jewry (La lutte des étudiants pour le judaïsme soviétique), le premier mouvement national américain pour la libération des Juifs russes.

### Immigration
En 1983, Riskin immigre aux Colonies israéliennes d'Efrat en Cisjordanie occupée avec sa famille, où il devient le Grand-rabbin fondateur, statut qu'il conserve jusqu'en 2020. Au fil des années, il est rejoint par plusieurs anciens membres de sa congrégation new-yorkaise. En Israël, Riskin établit un réseau de lycées, universités, programmes d'études supérieures, séminaires et écoles rabbiniques intitulé Ohr Torah Stone Institutions avec un nombre total d'étudiants inscrits se comptant en milliers.
Riskin se consacre lui-même à entraîner une nouvelle génération de chefs pour le monde juif orthodoxe. À cette fin, il établit une Yechiva ainsi qu'un Programme de rabbinique pratique dans le but de préparer les jeunes hommes avec le savoir et les compétences pratiques à devenir de véritables dirigeants spirituels, des enseignants et des porte-paroles du judaïsme orthodoxe. Riskin compte désormais des centaines d'anciens étudiants étant devenus rabbins ainsi qu'éducateurs en Israël et à travers le monde.
Il invente également les droits des femmes dans le monde du judaïsme orthodoxe. Il élargit la participation des femmes dans les pratiques religieuses publiques, et déclare que les femmes peuvent organiser leur propre célébration de la Sim'hat Torah. Il cofonde une université de femmes, Midreshet Lindenbaum (initialement intitulée Michlelet Bruria), un séminaire pour femmes orthodoxes. En 2014, le tout premier livre de décisions halakhiques écrit par des femmes ayant été ordonnées posseq (Idit Bartov et Anat Novoselsky) parut. Les femmes furent ordonnées par Riskin, après avoir terminé le cours d'ordination de cinq ans en études avancées de l'université de femmes Midreshet Lindenbaum sur la loi juive, aussi bien que les évaluations équivalentes à l'exigence du rabbinat pour hommes. De plus, en 2021, il soutint la nomination d'un diplôme supplémentaire de ce programme, la rabbine Shira Marili Mirvis étant la dirigeante spirituelle de la synagogue Shirat HaTamar à Efrat. Marili Mirvis est la première femme à être la seule dirigeante d'une congrégation orthodoxe en Israël.
En 1991, Riskin fait objection à la Haute Cour d'Israël concernant les lois empêchant aux femmes d'être avocates auprès du tribunal rabbinique. Riskin remporte le procès et établit le premier programme de formation des femmes avocates auprès des tribunaux religieux. Les modules du programme défendent désormais les droits d'Agounah (femmes dont les époux refusent de leur accorder un divorce) dans les tribunaux religieux, les aidant à obtenir un guet (acte de divorce). Riskin est un défenseur du contrat de mariage comme solution au problèmes des époux récalcitrants.
Parallèlement à ces institutions, Riskin établit également le tout premier programme pour jeunes hommes et jeunes femmes de la Diaspora ayant de sévères difficultés d’apprentissage et de développement à passer une année à étudier la Torah en Israël tout en acquérant une formation professionnelle.
Riskin est un porte-parole déterminé pour les Juifs et Israël, et contre l'antisémitisme ainsi que l'antisionisme. En tant que militant pour la tolérance religieuse et culturelle, il a œuvré à promouvoir de bonnes relations avec les dirigeants des villages palestiniens entourant la colonie d'Efrat.
En 2008, Riskin établit le Centre pour la compréhension et la coopération judéo-chrétienne, la première institution juive orthodoxe à dialoguer avec le monde chrétien sur une base religieuse et théologique. Le centre, qui se situe actuellement à Jérusalem, s'engage dans l'Étude de la Bible hébraïque pour les chrétiens, de la communauté locale et de l’étranger, a organisé de nombreuses initiatives œcuméniques, tel que Jour de louange, et a établi plusieurs initiatives de collecte de fonds, tel que Blessing Bethlehem, visant à venir en aide aux chrétiens persécutés de Bethléem, en partie, ainsi que les chrétiens persécutés du Moyen-Orient et du monde. Depuis la retraite de Riskin en tant que président d'Ohr Torah Stone en 2018, la supervision de toutes les activités du Centre pour la compréhension et la coopération judéo-chrétienne a été remise à David Nekrutman, ayant été directeur en chef du centre depuis son lancement.
En 2018, Riskin est récompensé du prix Sylvan Adams Bonei Zion pour ses exploits exceptionnels dans l'éducation.

## Controverse

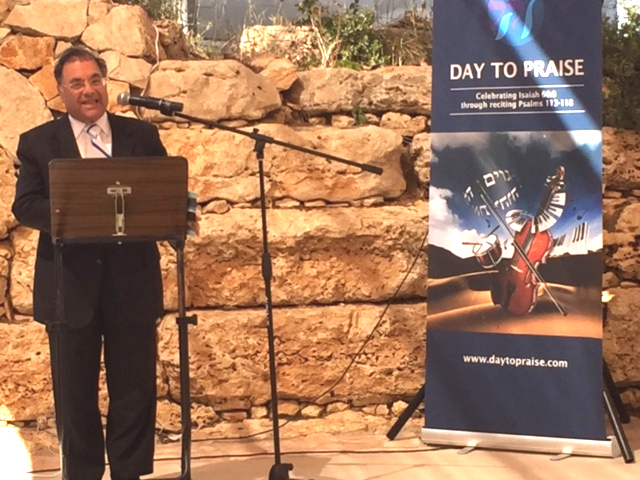
Le rabbin Shlomo Riskin à l'événement Jour de louange à Goush Etzion, le 12 mai 2016

Le mandat du rabbin Riskin en tant que Grand-rabbin d'Efrat fut prolongé de cinq ans le 28 juin 2015, après un mois de controverse dans laquelle le Grand-rabbin avait supposément l'intention d'abdiquer à l'âge de 75 ans en raison de ses opinions religieuses concernant l'avancée des femmes dans l'Orthodoxie ainsi qu'une approche inclusive concernant la conversion.
Le rabbin Riskin est accusé de comparer le président américain Barack Obama à l'antagoniste du Livre d'Esther, Haman, dans un discours datant du 28 mars 2015, au sein de la Grande Synagogue de Jérusalem.

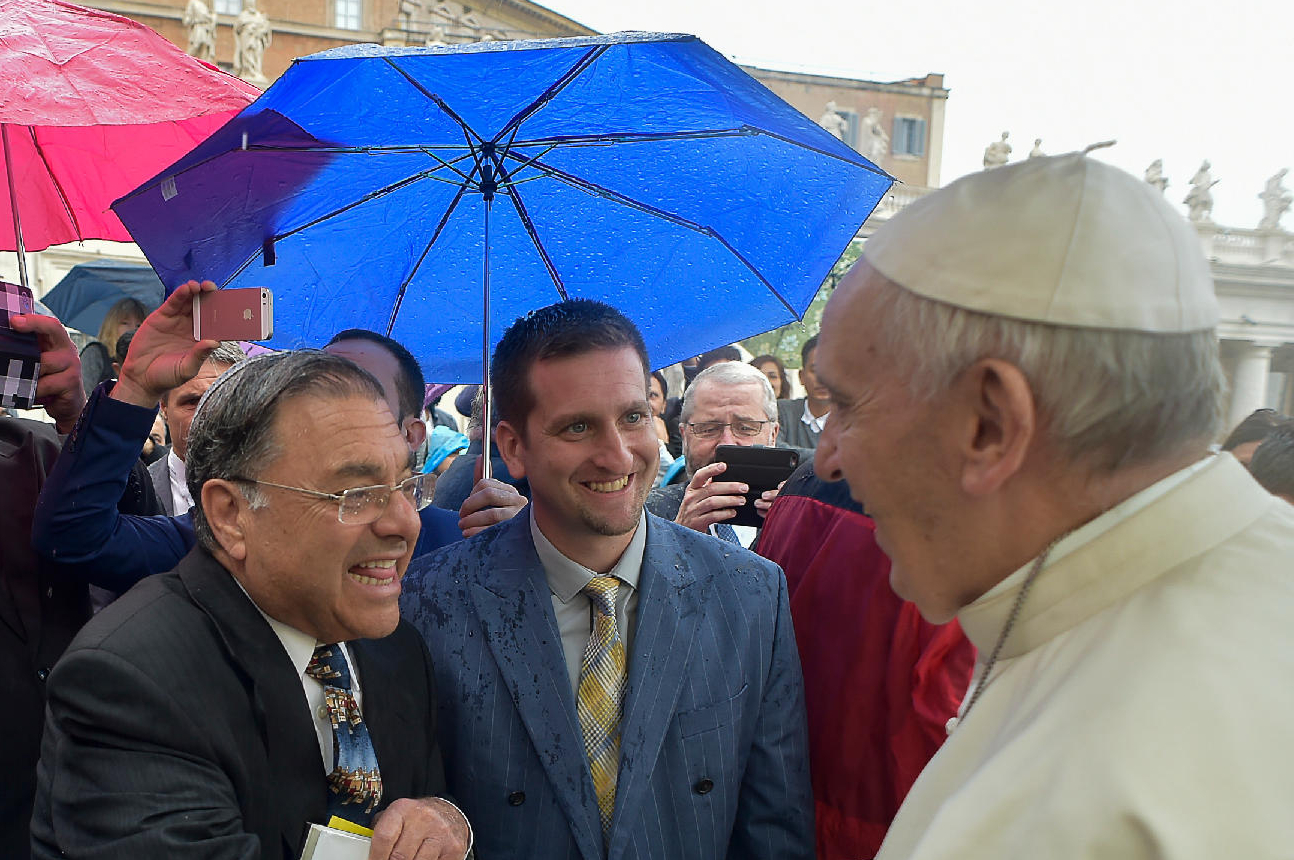
Le rabbin Shlomo Riskin et le directeur exécutif du Centre pour la compréhension et la coopération judéo-chrétienne, David Nekrutman, rencontrent le pape François à Rome, en Italie, le 26 octobre 2016

En avril 2015, le lancement par Riskin de l'initiative de louange commune interconfessionnelle Jour de louange causa un tollé au sein des Haredim et d'autres branches juives orthodoxes conservatrices. Dans une déclaration, le Grand-rabbin de Jérusalem, le rabbin Shlomo Amar, exprima son "estomac retourné" à la lumière de la prière commune du Hallel des juifs et des chrétiens dans une synagogue à Jérusalem étant dirigée par le rabbin Riskin.
Dans une réfutation, le rabbin Riskin défend ses actions, déclarant que, "Nous parlons d'une prière d'action de grâce qui inclurait des chrétiens rendant grâce à Ses actions concernant le peuple juif et la Terre d'Israël... Quoi de plus approprié ?"
En 2010, Riskin apparait dans une vidéo où il fait référence à Jésus avec un titre de rabbin, et qualifie Jésus de "rabbin modèle", faisant référence aux origines historiques de Jésus comme juif, et non de la perception moderne de Jésus. Beaucoup ont sorti les déclarations de Riskin de leur contexte, déclarant que les déclarations de Riskin sont incompatibles avec les théologies traditionnelles dans d'autres formes de judaïsme. Riskin expliqua au sein d'une déclaration supplémentaire qu'un mauvais montage de la vidéo a laissé de côté son explication détaillée sur les différences fondamentales entre les religions, et le contexte historique au sein duquel ses déclarations ont été réalisées.